# Instituto Australiano de Deportes
El Instituto Australiano de Deportes (en inglés: Australian Institute of Sports; AIS) es una institución de formación deportiva de alto rendimiento en Australia. La sede del instituto se inauguró en 1981 y está situada en Canberra (la capital de Australia). El campus de 66 hectáreas se encuentra en el suburbio norte de Bruce, Territorio de la Capital Australiana. El AIS es una división de la Comisión Australiana de Deportes, un organismo controlado y financiado por el gobierno australiano.

## Historia
Dos informes fueron la base para desarrollar el AIS: The Role, Scope and Development of Recreation in Australia (1973) de John Bloomfield y Report of the Australian Sports Institute Study Group (1975) (grupo presidido por Allan Coles). La necesidad del AIS se agravó en 1976, cuando el equipo olímpico australiano no consiguió ni una sola medalla de oro en los Juegos Olímpicos de Montreal, lo que se consideró una vergüenza nacional para Australia. Los programas bien financiados del Instituto (y, en general, la generosa financiación de los programas deportivos de élite por parte de los gobiernos australianos y estatales) se han considerado una de las principales razones del reciente éxito de Australia en las competiciones deportivas internacionales.
En 2011, el ministro de Deportes, Mark Arbib, anunció que la AIS asumiría la responsabilidad de la dirección estratégica del deporte de alto rendimiento en Australia. En noviembre de 2012, la ASC publicó "Australia's Winning Edge 2012-2022", un plan para el deporte de alto rendimiento, en el que se destacaba un nuevo papel para la AIS, sobre todo en lo que respecta al desarrollo de entrenadores y a la identificación de talentos, pero sin gestionar directamente los programas de atletas de élite de las organizaciones deportivas nacionales, como había hecho desde 1981.

## Instituto

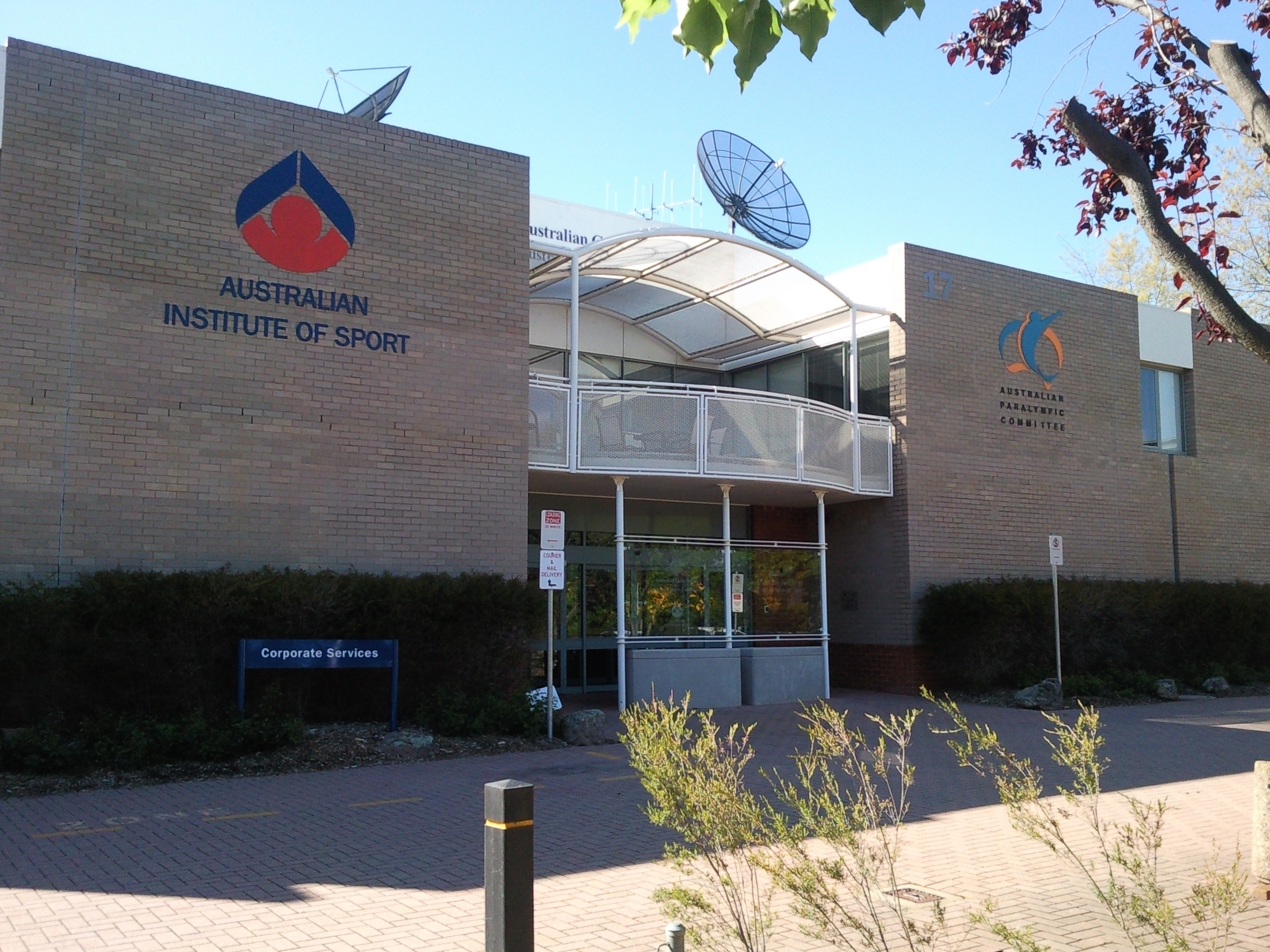
Instalaciones deportivas del AIS.

El AIS cuenta con una serie de empleados que trabajan principalmente en las ciencias del deporte y la medicina deportiva, que incluyen disciplinas como la nutrición deportiva, el análisis del rendimiento, la adquisición de habilidades, la fisiología, la recuperación, la biomecánica, la educación de la carrera del atleta, la fuerza y el acondicionamiento, la psicología, las terapias físicas, la identificación de talentos y la investigación del rendimiento aplicado.
Hay varias esculturas repartidas por todo el campus de Bruce, como "acróbatas", "gimnastas", "saltadores de pértiga" y "futbolistas", de John Robinson, y el "nadador", de Guy Boyd. Después de los Juegos Olímpicos de Sídney 2000, dos de las tres esculturas - "gimnasta" y "jugador de baloncesto en silla de ruedas"- que estaban situadas en el Sydney Tower Eye antes de las Olimpiadas se instalaron en el AIS.
El AIS Arena es un estadio cubierto con capacidad para 5200 personas que se ha utilizado para deportes como el baloncesto, la gimnasia y el voleibol, así como para conciertos de música. Directamente adyacente, pero no estrictamente parte del Instituto, se encuentra el Estadio de Canberra, con capacidad para 25000 espectadores, que ha albergado partidos de todas las principales modalidades de fútbol que se practican en Australia.
En 2005, 2009 y 2010, el Instituto fue galardonado en los prestigiosos Premios de Turismo de Canberra y la Región Capital. Estos premios se concedieron en reconocimiento a las visitas públicas diarias que se ofrecen. Cada visita, que recorre varios edificios del Instituto, así como el estadio y la zona Sportex, está dirigida por un atleta que se está entrenando allí.

## Centros nacionales de entrenamiento
A partir de 2014, como resultado de la estrategia Australia's Winning Edge 2012-2023, el AIS dejó de ofrecer directamente becas a los atletas. Como resultado de la estrategia, muchas organizaciones deportivas nacionales están utilizando las instalaciones y los servicios del AIS de forma continua o regular. Varias organizaciones deportivas nacionales han ubicado sus centros nacionales de excelencia en el AIS. Entre ellos se encuentran: Centro de Excelencia de Baloncesto de Australia, Centro de Excelencia de Netball de Australia, Centro de Excelencia de la Federación de Fútbol de Australia, Centro Nacional de Entrenamiento de Remo de Australia, Centro de Excelencia de Voleibol de Australia y Centro Nacional de Entrenamiento de Natación de Australia.
El AIS sigue apoyando a otros atletas en otros deportes, pero se autofinancian y no están bajo la bandera del Centro Nacional de Entrenamiento.